# Xavier Dolan
Pour les articles homonymes, voir Dolan.
Xavier Dolan (prononcé : /ɡza.vje dɔ.lan/) est un réalisateur, scénariste, monteur, producteur et acteur québécois, né le 20 mars 1989 à Montréal (Québec).
C'est en tant qu'acteur-réalisateur-scénariste qu'il se fait connaître du public lors de la projection de son premier long métrage J'ai tué ma mère à la 41e Quinzaine des réalisateurs du Festival de Cannes 2009, à tout juste 20 ans. Depuis, au rythme de près d'un film par an, tous présentés dans les festivals de cinéma majeurs, il est régulièrement qualifié de « jeune prodige du cinéma québécois »,,,,.
En tant qu'acteur, Xavier Dolan est également actif dans le doublage québécois. Il est notamment la voix québécoise de Rupert Grint (avec le rôle de Ron Weasley) dans la série de films Harry Potter, Taylor Lautner dans la saga Twilight, Timothée Chalamet, Aaron Taylor Johnson, Nicholas Hoult, Eddie Redmayne, Dylan O’Brien ou encore de Josh Hutcherson dans la saga Hunger Games. Xavier Dolan a doublé plus de 250 films et séries.
En 2017, il reçoit le César du meilleur réalisateur et celui du meilleur montage pour Juste la fin du monde, sorti l'année précédente.

## Biographie

### Jeunesse et débuts (1989 – 2007)
Fils du comédien et chanteur québécois d'origine égyptienne Manuel Tadros et de Geneviève Dolan, Xavier Dolan commence sa carrière à l'âge de quatre ans. Tout d'abord, à la télévision, dans une vingtaine de publicités pour les pharmacies Jean-Coutu au Québec,, réalisées par André Mélançon. Son nom figure au générique de nombreux longs métrages québécois tels que J'en suis !, de Claude Fournier ou encore La Forteresse suspendue, de Roger Cantin, ainsi que quelques séries télé comme Omertà, Ayoye!, Miséricorde et L'Or.
En 2006, il campe Julien dans le court métrage Miroirs d'été, d'Étienne Desrosiers, court métrage sélectionné, entre autres, à Berlin, au Festival du Nouveau Cinéma, à Image + Nation au Québec, à Kiev et à San Diego. En 2007, il est Antoine dans le film controversé de Pascal Laugier Martyrs.

### Révélation précoce (2008 – 2010)

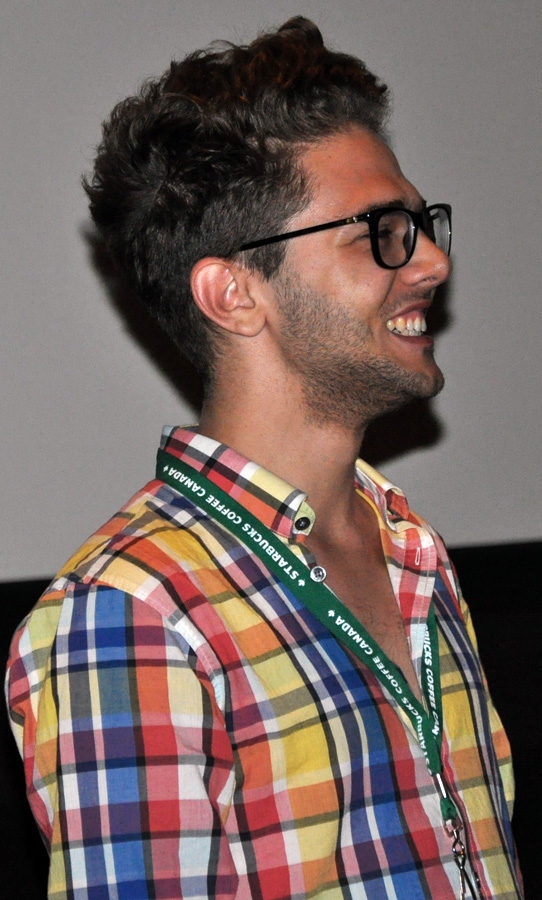
L'artiste pour la présentation de J'ai tué ma mère lors du Festival international du film de Toronto 2009.

En 2008, alors âgé de 19 ans, il entreprend de manière autodidacte la production puis la réalisation de son premier long-métrage, J'ai tué ma mère, basé sur Le Matricide, une nouvelle qu'il a écrite trois ans auparavant. Anne Dorval, Suzanne Clément, Patricia Tulasne, Monique Spaziani, François Arnaud et Niels Schneider sont de la distribution. Soumis à la SODEC et à Téléfilm Canada, le film a d'abord été refusé, puis financé par la SODEC après un second dépôt au volet indépendant. Xavier Dolan investit également 150 000$ de ses propres économies dans la production et est aidé par Carole Mondello qui rejoint le projet en tant que productrice exécutive.
En avril 2009, le film est sélectionné à la 41e Quinzaine des réalisateurs à Cannes. Le 22 mai 2009, il y gagne trois prix décernés (sur les trois auxquels il est admissible, les autres prix récompensant un film européen et un court-métrage) : le prix Art et Essai remis par la Confédération internationale des cinémas d'art et d'essai (CICAE), le prix de la Société des auteurs et compositeurs dramatiques (SACD) pour le scénario et le prix Regards jeunes pour les longs-métrages. Les trois jurys soulignent le caractère unique de sa réalisation, la vérité, la violence et la poésie de la langue, ainsi que la « sueur » (Xavier Dolan s'est fait tatouer, sur la jambe droite, une citation de Cocteau : « L'œuvre est sueur »), l'acharnement du jeune cinéaste et la foi en ses projets.
Le film devient ensuite le choix du Canada pour la course au meilleur film étranger lors de la 82e cérémonie des Oscars, sans toutefois se retrouver parmi les cinq finalistes. Il est en revanche nommé à la 35e cérémonie des Césars dans la même catégorie, mais ne remporte pas le prix. Le film fait 55 000 entrées en France et 100 000 entrées dans l'ensemble de l'Union européenne.
À l'automne 2009, il écrit le scénario de son deuxième long métrage, Les Amours imaginaires, qu'il produit avec l'aide financière de trois hommes d'affaires, par le biais de sa maison de production Mifilifilms. Carole Mondello et Daniel Morin, respectivement productrice déléguée et producteur associé de J'ai tué ma mère, le soutiennent à nouveau. Le tournage dure 25 jours, débutant en octobre dans la région de Lotbinière. Le reste du tournage se déroule à Montréal, notamment dans le quartier du Mile-End. Pour cette deuxième œuvre, Xavier Dolan occupe les postes de réalisateur, producteur, acteur et monteur en plus de superviser les départements des costumes et de la direction artistique.
Retenu dans la sélection « Un certain regard » du Festival de Cannes en mai 2010, où il retourne pour la deuxième fois en un an, le film y reçoit un accueil hautement favorable du public (une ovation debout de 8 minutes), et très enthousiaste de la critique,, malgré quelques bémols et papiers mitigés (notamment dans Libération, Elle, Positif et Hollywood Reporter). En introduction à la projection du film au « Certain Regard », Thierry Frémaux, délégué général de l'événement, parle d'une « nouvelle génération tout à fait excitante », faisant référence au style de Dolan. Ce style qui impose déjà, aux yeux de plusieurs médias, blogs, sites internet, le sceau d'une voix authentique qui bien qu'elle ne fasse pas l'unanimité, ne laisse personne indifférent. Le film fait 130 000 entrées en France et 230 000 entrées dans l'ensemble de l'Union européenne,.

### Consécration en France (2011 – 2017)

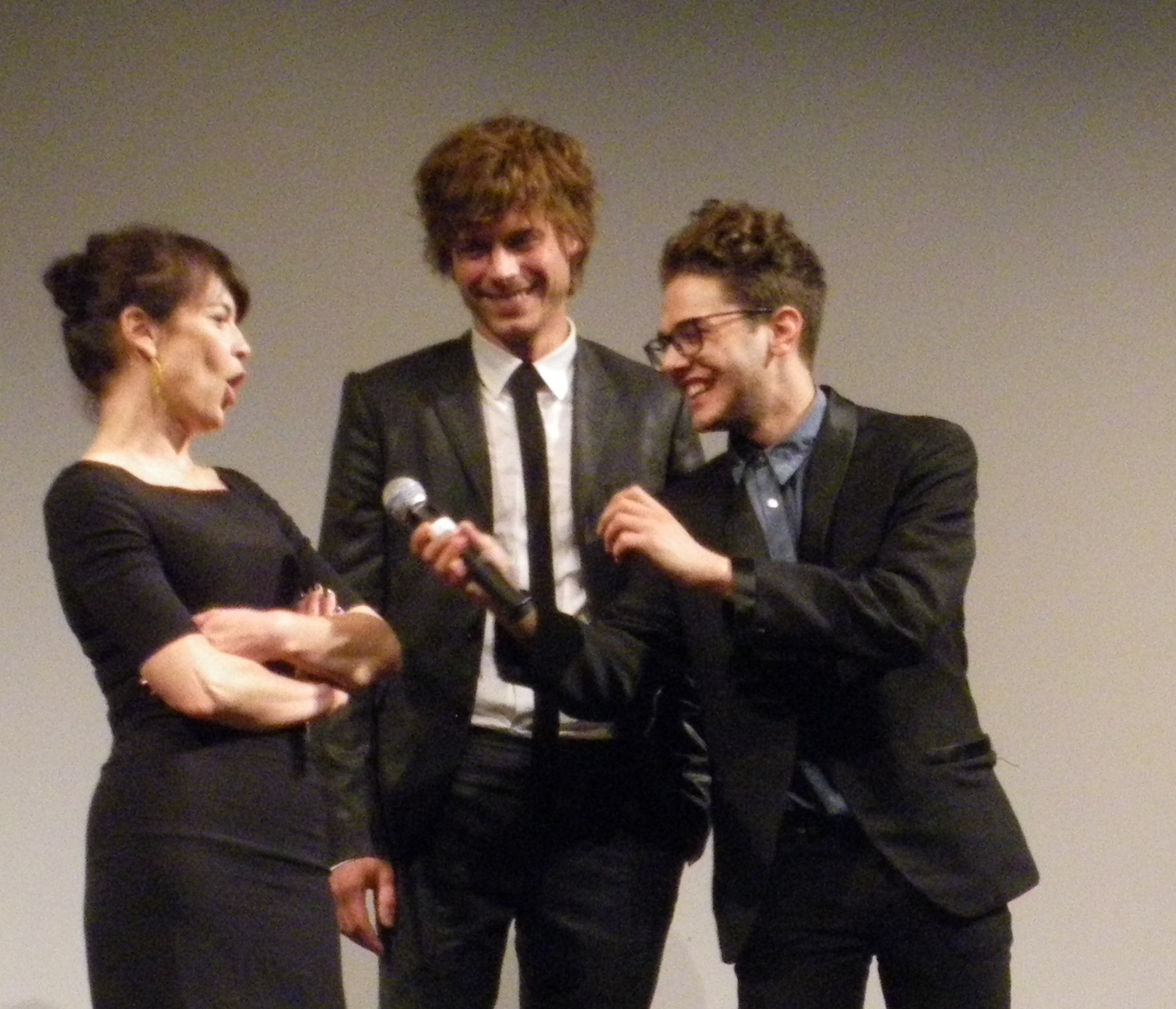
Xavier Dolan (à droite) avec Anne Dorval et François Arnaud au TIFF 2011.

En février 2011, il entreprend le tournage de Laurence Anyways, son troisième long métrage. Drame sentimental racontant l'histoire d'une femme trans et de sa conjointe dans les années 1990, le film est coproduit par Lyla Films et MK2, et entièrement tourné au Québec. Le film est sélectionné au Festival de Cannes 2012 dans la section « Un certain regard ». Lors de la présentation du film, il porte avec toute l'équipe du film le « carré rouge » en soutien du Printemps érable. En France, le film reçoit un accueil critique favorable. Olivier Père juge le film enthousiasmant. Sur Slate.fr, Jean-Michel Frodon regrette que le film n'ait pas été sélectionné en compétition officielle et Julien Gester (Libération) considère Laurence Anyways comme le plus beau film de Xavier Dolan. Toutefois, avec 30 000 entrées au démarrage en France (74 000 au total), le succès public est relatif. Le long métrage obtient le prix du meilleur film canadien au festival international du film de Toronto. Une décision unanime des membres du jury déclarant : « For its breathless cinematic energy and its entirely new love story, the jury felt honoured to watch such unfettered genius at play. (L'énergie cinématographique qui s'en dégage est à couper le souffle, c'est un nouveau genre d'histoire d'amour, nous avons été honorés de pouvoir regarder ce grand génie à l'œuvre). »
En mai 2012, Dolan annonce qu'il travaille sur un quatrième film, lequel sera une adaptation de la pièce de Michel Marc Bouchard : Tom à la ferme.
En mars 2013, Xavier Dolan réalise le clip de la chanson College Boy du groupe Indochine. Il y montre un adolescent, incarné par Antoine Olivier Pilon, frappé et humilié par ses camarades d'école. Début mai 2013, le conseil supérieur de l'audiovisuel français (CSA) envisage d'interdire le clip aux moins de 16 ans ou aux moins de 18 ans. Xavier Dolan justifie son choix en expliquant que la violence montrée dans le clip n'est pas gratuite mais destinée à dénoncer cette même violence et il ajoute que cette prise de position du CSA n'a finalement donné qu'une plus grande visibilité à son travail,,.
En 2013, son quatrième film Tom à la ferme est présenté en sélection officielle à la Mostra de Venise où il reçoit le Prix FIPRESCI. Le réalisateur, scénariste et acteur qualifie cette récompense « d'honneur très singulier et appréciable ». Il est aussi coproducteur de son film, via sa société Sons of Manual (clin d'œil à son père, Manuel).

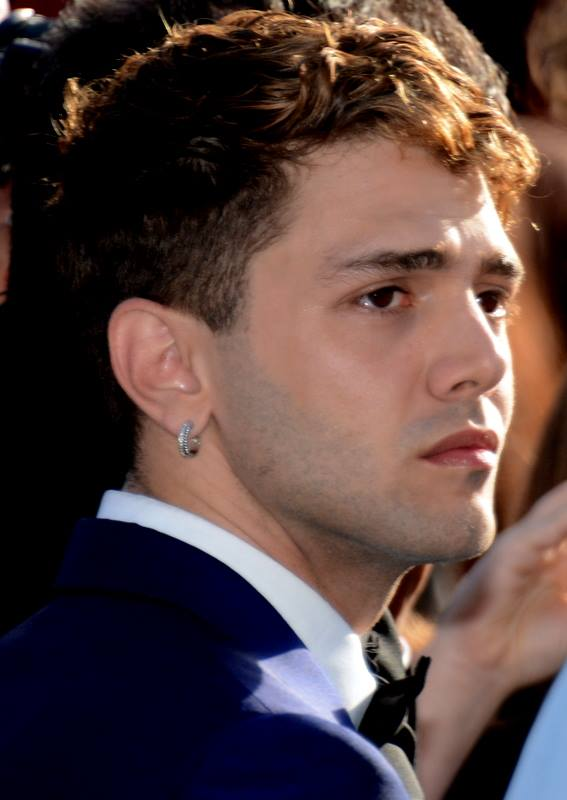
Xavier Dolan lors du Festival de Cannes 2014 pour la présentation de Mommy.

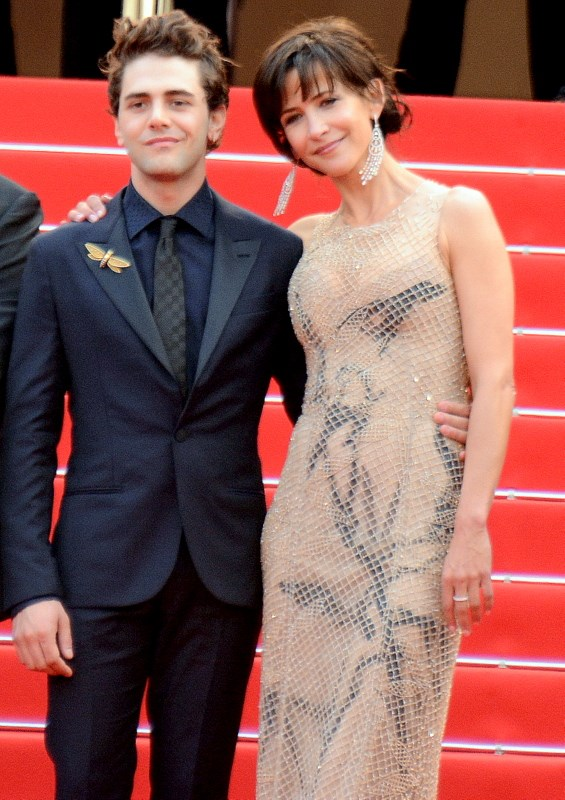
En compagnie de Sophie Marceau également membre du jury lors du Festival de Cannes 2015.

Son cinquième long métrage, Mommy, est sélectionné pour la compétition officielle au Festival de Cannes 2014 et reçoit un accueil enthousiaste des journalistes lors de sa projection privée. Le 24 mai lors de la remise des prix, Mommy est récompensé du Prix du jury, ex æquo avec Adieu au langage de Jean-Luc Godard.
S'il s'exprime à l'occasion sur des faits de société — en octobre 2014, interrogé sur la situation française, il déclare voir dans la Manif pour tous une « démonstration de haine et d'intolérance » et déplore le retard de la France par rapport au Québec sur la question des droits des homosexuels — Xavier Dolan ne se veut pas pour autant un auteur de « cinéma homosexuel ». Refusant de catégoriser son œuvre, il a exprimé son antipathie pour les prix de cinéma gay, y compris la Queer Palm qui lui a été décernée en 2012 à Cannes pour Laurence Anyways : « Que de tels prix existent me dégoûte. Quel progrès y a-t-il à décerner des récompenses aussi ghettoïsantes, aussi ostracisantes, qui clament que les films tournés par des gays sont des films gays ? On divise avec ces catégories. On fragmente le monde en petites communautés étanches. La Queer Palm, je ne suis pas allé la chercher. Ils veulent toujours me la remettre. Jamais ! L'homosexualité, il peut y en avoir dans mes films comme il peut ne pas y en avoir ». Pour Romain Vallet, le rédacteur en chef du magazine LGBT Hétéroclite, ces propos sont de « mauvaise foi » et « une injure à tous les prix LGBT remis par des festivals de cinéma dans le monde ». Xavier Dolan considère qu'il s'agit d'une « polémique imaginaire ». 
En mai 2015, il fait partie du jury des longs métrages du Festival de Cannes sous la présidence de Joel et Ethan Coen, aux côtés des actrices Rossy de Palma, Sophie Marceau et Sienna Miller ; de la chanteuse Rokia Traoré, de l'acteur Jake Gyllenhaal et du réalisateur Guillermo del Toro.
En 2016 sort son sixième film, Juste la fin du monde. La distribution se compose de Marion Cotillard, Léa Seydoux, Vincent Cassel, Gaspard Ulliel et Nathalie Baye, qu'il retrouve après Laurence Anyways, sorti en 2012,. C'est une adaptation de la pièce éponyme de Jean-Luc Lagarce. L'histoire présente un écrivain qui retourne dans sa famille après des années d'absence pour annoncer sa mort prochaine. Le film reçoit le Grand Prix du Festival de Cannes 2016 ainsi que trois trophées lors des Césars 2017, dont celui du Meilleur réalisateur.

### Incursion à Hollywood, première série télévisée et retraite (2018 – 2023)
À l'édition 2018 du Festival de Toronto, le jeune réalisateur présente son septième film, le premier en anglais : The Death and Life of John F. Donovan. Il avait annoncé en 2017 la participation de Jessica Chastain, Natalie Portman, Kit Harington, Kathy Bates, Bella Thorne, Thandie Newton, et Susan Sarandon dans les rôles principaux. Courant 2018, il annonce, avec regret, que le rôle tenu par Jessica Chastain a été coupé au montage, parce que la trame avec son personnage — une rédactrice en chef d'un tabloïd — « s'insérait laborieusement dans le reste de l'histoire ». Dans un entretien de février 2019 avec le magazine Télérama, Xavier Dolan évoque les nombreuses difficultés qui ont émaillé la production de son film américain : trouver un financement, tourner sur deux continents et en anglais, faire des choix sévères au montage (notamment la suppression du personnage de Chastain) en raison de l'abondance des scènes tournées. « Il y avait de la matière pour trois films. La première version faisait plus de quatre heures », précise-t-il. À la suite de la projection au festival international du film de Toronto, les critiques américaines démolissent le film. Par ailleurs, le distributeur québécois, « qui est aussi le vendeur international du film », ne souhaitant plus s'investir dans sa distribution, la sortie en salles est annulée dans certains pays, comme l'Italie ou le Japon. En France, le film sort le 13 mars 2019.
En 2018, Xavier Dolan joue dans plusieurs longs-métrages américains : il participe à la seconde réalisation du scénariste Drew Goddard, le thriller Sale temps à l'hôtel El Royale. Il joue aussi dans le drame indépendant Boy Erased, première mise en scène de l'acteur Joel Edgerton. Enfin, il apparaît dans la première scène, marquante, du deuxième volet de Ça, d'Andrés Muschietti, sorti en septembre 2019.
Son huitième film comme réalisateur, Matthias et Maxime, marque son retour vers la francophonie. Tourné au Québec, le récit évoque une amitié masculine tournant à l'amour. Anne Dorval est de nouveau de la partie pour assurer le rôle de la mère du personnage joué par Xavier Dolan. Le film est présenté en sélection officielle au Festival de Cannes 2019, et remporte un prix pour sa musique, composée par le pianiste Jean-Michel Blais, à défaut de convaincre le jury cannois pour les récompenses principales. La conférence de presse qui accompagne le film fait forte impression. 
En 2019, Xavier Dolan joue dans Illusions perdues de Xavier Giannoli, aux côtés de Benjamin Voisin, Vincent Lacoste, Jeanne Balibar et Cécile de France. Le film sort à l'automne 2021, remporte sept de ses quinze nominations (un record) aux César 2022, dont celui de meilleur film et du meilleur espoir masculin, décerné à Benjamin Voisin dans le premier rôle de Lucien de Rubempré. Xavier Dolan et Vincent Lacoste étaient nommés pour le prix du meilleur acteur dans un second rôle, qui sera remporté par le second.  
En 2021, il devient professeur d'identité artistique de la Star Académie 6 au Québec. Lara Fabian y est directrice, avec d'autres enseignants comme Mika, Ariane Moffatt, Gregory Charles, Anne Dorval, Yannick Nézet-Séguin. C'est Patrice Michaud qui animera le programme. La même année, il est producteur exécutif du film d'animation Charlotte, d'Eric Warin et Tahir Rana, un film biographique sur l'artiste allemande Charlotte Salomon.
En 2022, il écrit et réalise sa première série télévisée La Nuit où Laurier Gaudreault s'est réveillé, diffusée en France sur Canal+.
En 2023, il explique vouloir arrêter le cinéma et la réalisation de films,. En revanche, il reste impliqué dans des projets de télévision et souhaite continuer à opérer dans ce domaine.
En 2024, il est annoncé comme président du Jury Un certain regard pour le 77e Festival de Cannes.
En 2025, Xavier Dolan réalise un vidéoclip pour Elton John sur la chanson Swing for the Fences. Pour Dolan, ce vidéoclip est une œuvre visant à exprimer la liberté, en particulier pour les personnes queers.

## Filmographie

### En tant que réalisateur et scénariste

#### Cinéma
- 2009 : J'ai tué ma mère
- 2010 : Les Amours imaginaires
- 2012 : Laurence Anyways
- 2013 : Tom à la ferme
- 2014 : Mommy
- 2016 : Juste la fin du monde

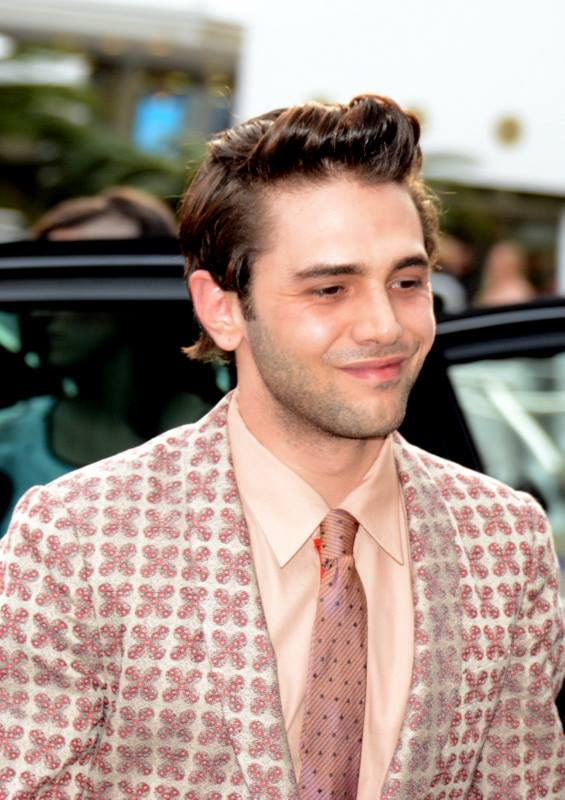
Xavier Dolan lors du Festival de Cannes 2015.

- 2018 : Ma vie avec John F. Donovan
- 2019 : Matthias et Maxime

#### Télévision
- 2022 : La Nuit où Laurier Gaudreault s'est réveillé, mini-série

#### Clips
- 2013 : Indochine - College Boy
- 2015 : Adele - Hello
- 2021 : Adele - Easy on Me
- 2025 : Elton John, Brandi Carlile - Swing For The Fences

### En tant qu'acteur

#### Cinéma
- 1997 : J'en suis ! de Claude Fournier : Édouard Samson
- 2001 : La Forteresse suspendue de Roger Cantin : Michaël
- 2007 : Suzie de Micheline Lanctôt : le punk
- 2008 : Martyrs de Pascal Laugier : Antoine
- 2009 : J'ai tué ma mère de lui-même : Hubert Minel
- 2010 : Les Amours imaginaires de lui-même : Francis
- 2010 : Good Neighbours de Jacob Tierney : Jean-Marc
- 2012 : Laurence Anyways de lui-même : un homme à une fête (apparition)
- 2013 : Tom à la ferme de lui-même : Tom
- 2014 : Miraculum de Podz : Étienne
- 2014 : La Chanson de l'éléphant de Charles Binamé : Michael Aleen
- 2018 : Sale temps à l'hôtel El Royale de Drew Goddard : Buddy Sunday
- 2018 : Boy Erased de Joel Edgerton : Jon
- 2019 : Matthias et Maxime de lui-même : Maxime
- 2019 : Ça : Chapitre 2 d'Andrés Muschietti : Adrian Mellon
- 2021 : Illusions perdues de Xavier Giannoli : Nathan d’Anastazio (également narrateur)
- 2023 : La Bête de Bertrand Bonello : le système d'intelligence artificielle (voix)
- 2025 : L'Inconnu de la Grande Arche de Stéphane Demoustier[77]

#### Télévision
- 1994 : Miséricorde de Jean Beaudin : Fils
- 1997 : Omertà II - La loi du silence de Pierre Houle : Nicolas Favarra
- 2001 : L'Or de Jean-Claude Lord : Jérémie Sullivan
- 2002 : Ayoye!
- 2020 : Star Académie : lui-même
- 2022 : La Nuit où Laurier Gaudreault s'est réveillé de lui-même : Elliot Larouche
- 2023 : C'est comme ça que je t'aime de François Létourneau : le sexiste n°3

#### Courts métrages
- 1999 : Le Marchand de sable de Nadine Fournelle : le jeune garçon
- 2006 : Miroirs d'été d'Étienne Desrosiers : Julien

### Comme producteur
- 2021 : Charlotte d'Eric Warin et Tahir Rana
- 2023 : La Bête de Bertrand Bonello

### Box-office
| Film                               | France            | Mondial      |
| ---------------------------------- | ----------------- | ------------ |
| J'ai tué ma mère (2009)            | 55 566 entrées    | 374 074 $    |
| Les Amours imaginaires (2010)      | 134 033 entrées   | 572 561 $    |
| Laurence Anyways (2012)            | 104 872 entrées   | 269 446 $    |
| Tom à la ferme (2013)              | 139 442 entrées   | 587 894 $    |
| Mommy (2014)                       | 1 194 684 entrées | 12 413 733 $ |
| Juste la fin du monde (2016)       | 1 058 503 entrées | 8 978 767 $  |
| Ma vie avec John F. Donovan (2018) | 338 904 entrées   | 3 300 115 $  |
| Matthias et Maxime (2019)          | 180 439 entrées   | 1 642 096 $  |

## Doublage

### Cinéma

#### Films
- Taylor Lautner dans :
  - Les Aventures de Shark Boy et Lava Girl en 3-D (2005) : Shark Boy
  - Twilight : La Fascination (2008) : Jacob Black
  - La Saga Twilight : Tentation (2009) : Jacob Black
  - La Saint-Valentin (2010) : Willy
  - La Saga Twilight : Hésitation (2010) : Jacob Black
  - Enlèvement (2011) : Nathan Harper / Nathan Price
  - La Saga Twilight : Révélation - Partie 1 (2011) : Jacob Black
  - La Saga Twilight : Révélation - Partie 2 (2012) : Jacob Black
  - Grandes personnes 2 (2013) : Andy
- Josh Hutcherson dans :
  - L'Assistant du vampire (2009) : Steve Leonard
  - Une famille unique (2010) : Laser
  - Le 2e voyage : L'île mystérieuse (2012) : Sean Anderson
  - Hunger Games : Le Film (2012) : Peeta Mellark
  - L'Aube rouge (2012) : Robert Kinter
  - Hunger Games : L'Embrasement (2013) : Peeta Mellark
  - Hunger Games : La Révolte, partie 1 (2014) : Peeta Mellark
  - Hunger Games : La Révolte, partie 2 (2015) : Peeta Mellark
  - Cinq nuits chez Freddy (2023) : Michael Schmidt
- Rupert Grint dans :
  - Harry Potter à l'école des sorciers (2001) : Ron Weasley
  - Harry Potter et la Chambre des secrets (2002) : Ron Weasley
  - Harry Potter et le Prisonnier d'Azkaban (2004) : Ron Weasley
  - Harry Potter et la Coupe de feu (2005) : Ron Weasley
  - Harry Potter et l'Ordre du phénix (2007) : Ron Weasley
  - Harry Potter et le Prince de sang-mêlé (2009) : Ron Weasley
  - Harry Potter et les reliques de la mort : 1re partie (2010) : Ron Weasley
  - Harry Potter et les reliques de la mort : 2e partie (2011) : Ron Weasley
- Daryl Sabara dans :
  - Espions en herbe (2001) : Juni Cortez
  - Espions en herbe 2 : L'Île des rêves envolés (2002) : Juni Cortez
  - Espions en herbe 3D : Fin du jeu (2003) : Juni Cortez
  - Halloween (2007) : Wesley Rhoades
  - Espions en herbe 4 : Tout le temps du monde (2011) : Juni Cortez
  - John Carter (2012) : Edgar Rice Burroughs
- Aaron Taylor-Johnson dans :
  - Kick-Ass (2010) : Dave Lizewski / Kick-Ass
  - Sauvages (2012) : Ben
  - Anna Karénine (2012) : Vronsky
  - Kick-Ass 2 (2013) : Dave Lizewski / Kick-Ass
  - Godzilla (2014) : Ford Brody
  - Animaux nocturnes (2016) : Ray Marcus
- Eddie Redmayne dans : 
  - Une semaine avec Marilyn (2011) : Colin Clark
  - La Théorie de l'univers (2014) : Stephen Hawking
  - Danish Girl (2015) : Einar Wegener / Lili Elbe
  - Les Animaux fantastiques (2016) : Norbert Dragonneau
  - Les Animaux fantastiques : Les Crimes de Grindelwald (2018) : Norbert Dragonneau
  - Les Animaux fantastiques : Les Secrets de Dumbledore (2022) : Norbert Dragonneau
- Dylan O'Brien dans :
  - L'Épreuve : Le Labyrinthe (2014) : Thomas
  - L'Épreuve : La Terre brûlée (2015) : Thomas
  - Deepwater Horizon (2016) : Caleb Holloway
  - Assassin Américain (2017) : Mitch Rapp
  - L'Épreuve : Le Remède mortel (2018) : Thomas
- Nicholas Hoult dans :
  - Monsieur Météo (2005) : Mike
  - Jack le chasseur de géants (2013) : Jack
  - Mad Max: Fury Road (2015) : Nux
  - Equals (2015) : Equals
- Dane DeHaan dans :
  - Nœud du diable (2013) : Chris Morgan
  - L'Extraordinaire Spider-Man 2 (2014) : Harry Osborn / Le Bouffon vert
  - Cure de bien-être (2016) : Lockhart
  - Valérian et la Cité des mille planètes (2017) : Valérian
- Nick Robinson dans : 
  - Les rois de l'été (2013) : Joe Toy
  - La 5ème Vague (2016) : Ben « Zombie » Parish
  - Everything, Everything (2017) : Olly Bright
  - Avec Amour, Simon (2018) : Simon Spier
- Haley Joel Osment dans :
  - Un monde meilleur (2000) : Trevor McKinney
  - Les Country Bears (2002) : Beary Barrington
  - Les Vieux Lions (2003) : Walter
- Rami Malek dans : 
  - Le Maître (2012) : Clark
  - Dolittle (2020) : Chee-Chee le gorille (voix)
  - Amsterdam (2022) : Tom Voze
- Nat Wolff dans :
  - Admission (2013) : Jeremiah Balakian
  - Nos étoiles contraires (2014) : Isaac
  - La Face cachée de Margo (2015) : Quentin « Q » Jacobsen
- Brenton Thwaites dans : 
  - Maléfique (2014) : Prince Philippe
  - The Giver (2014) : Jonas
  - Gods of Egypt (2016) : Bek
- Timothée Chalamet dans :
  - Un garçon magnifique (2018) : Nic Sheff
  - Les Quatre Filles du docteur March (2019) : Theodore « Laurie » Laurence
  - Dune (2021) : Paul Atréides
  -  Wonka (2023) : Willy Wonka
  - Dune, deuxième partie (2024) : Paul Atréides
- Jonathan Lipnicki dans :
  - Le Petit Vampire (2000) : Tony Thompson
  - Petit Stuart 2 (2002) : George Little
- Scott Terra dans :
  - Terreur sur huit pattes (2002) : Mike Parker
  - Dickie Roberts : Ex-enfant star (2003) : Sam Finney
- Rory Culkin dans :
  - Signes (2002) : Morgan Hess
  - Une voix dans la nuit (2006) : Pete D. Logand
- Connor Paolo dans :
  - Alexandre (2004) : Alexandre, adolescent
  - Des anges dans la neige (2007) : Warren Hardesky
- Dante Basco dans :
  - Entrez dans la Danse (2006) : Ramos
  - L'intraîtable Bone (2009) : Pinball
- Alexander Ludwig dans :
  - Le Chercheur : À l'assaut des ténèbres (2007) : Will Stanton
  - La Course vers la montagne ensorcelée (2009) : Seth
- Spencer Treat Clark dans :
  - La Dernière Maison sur la gauche (2009) : Justin
  - Le Dernier Exorcisme 2 (2013) : Chris
- Rhys Wakefield dans :
  - La Purge (2013) : Le leader poli
  - Un amour sans fin (2014) : Keith Butterfield
- Will Poulter dans :
  - Les Miller, une famille en herbe (2013): Kenny Rosemore
  - The Revenant (2015) : Jim Bridger
- Ben Schnetzer dans : 
  - La Voleuse de livres (2013) : Max Vandenburg
  - Snowden (2016) : Gabriel Sol
- Richard Madden dans :
  - Cendrillon (2015) : Kit, le Prince charmant
  - Les Éternels (2021) : Ikaris
- Harry Styles dans :
  - Dunkerque  (2017) : Alex
  - Ne t'inquiète pas chérie (2022) : Jack Chambers
- 1998 : Star Trek : Insurrection : Artim (Michael Welch)
- 1999 : Les Vagabondes : Adam Riley (Cody McMains)
- 1999 : Ces Chers Ryan : Draper Doyle Ryan (Jordan Harvey)
- 2000 : Mon chien Skip : Spit McGee (Cody Linley)
- 2000 : Chez Big Momma : Trent Pierce (Jascha Washington)
- 2000 : Le Kid : Rusty Duritz (Spencer Breslin)
- 2000 : À tout hasard : Scott Janello (Alex D. Linz)
- 2000 : Volte-Face : Sammy (David Dorfman)
- 2001 : Doux novembre : Abner (Liam Aiken)
- 2001 : MVP 2: Une Merveille Verticale chez les Primates : Ben (Scott Goodman)
- 2002 : John Q : Michael Archibald (Daniel E. Smith)
- 2002 : Tout comme Mike : Calvin Cambridge (Lil' Bow Wow)
- 2002 : Le Règne du feu : Quinn, jeune (Ben Thornton)
- 2002 : Multiples positions : Tzvi Szchevisky (Michal Suchánek)
- 2002 : Laurier blanc : Davey Thomas (Marc Donato)
- 2003 : Le Jeu de L'Ange : Martin (Sean Pichette)
- 2003 : Le passage : Hector 'Zero' Zeroni (Khleo Thomas)
- 2003 : L'école du Rock : Freddy Jones (Kevin Alexander Clark)
- 2004 : L'Effet papillon : Tommy Miller à 13 ans (Jesse James)
- 2004 : Un Été avec les Fantômes : Jakob (Nikola Culka)
- 2004 : Le Gros Albert : Reggie (Omarion)
- 2005 : Moi, toi et tous les autres : Peter (Miles Thompson)
- 2005 : Crier au Loup : Owen Matthews (Julian Morris)
- 2005 : Décadence 2 : Daniel Matthews (Erik Knudsen)
- 2006 : Mâle Alpha : Keith Stratten (Chris Marquette)
- 2006 : Quelle vie de chien : Trey (Shawn Pyfrom)
- 2006 : Les Mots d'Akeelah : Terrence Anderson (Julito McCullum)
- 2006 : Les Trailer Park Boys : Le Film : Trevor (Michael Jackson)
- 2006 : Le Fermier Astronaute : Shepard Farmer (Max Thieriot)
- 2006 : Deux semaines : Matthew Bergman (Glenn Howerton)
- 2006 : Jeunes sans surveillance : Spencer Davenport (Dyllan Christopher)
- 2007 : Film Épique : Peter (Adam Campbell)
- 2007 : Tellement menteur : Kyle Sidekick #1 (Alex House)
- 2007 : Charlie Bartlett : Kip Crombwell (Mark Rendall)
- 2007 : Hairspray : Link Larkin (Zac Efron)
- 2007 : Underdog : Jack (Alex Neuberger)
- 2007 : Condamnés à mort : Brendan Hume (Stuart Lafferty)
- 2007 : Sydney White : Jeremy (Adam Hendershott)
- 2007 : Terreur à l'Halloween : L'enfant vampire (Richard Harmon)
- 2008 : La route des campus : Scooter (Lucas Grabeel)
- 2008 : Le chalet : Muk Li San (Logan Wong)
- 2008 : Adoration : Simon (Devon Bostick)
- 2008 : Le roi Scorpion : L'avènement d'un guerrier : Ari (Simon Quarterman)
- 2008 : La pierre du destin : Alan Stuart (Ciaron Kelly)
- 2008 : Boogeyman 3 : Ben (Elyes Gabel)
- 2008 : High School Musical 3 : La Dernière Année : Donny Dion (Justin Martin)
- 2009 : Droit de passage : Yong Kim (Justin Chon)
- 2009 : La fièvre des planches : Neil Baczynsky (Paul Iacono)
- 2009 : Ados en révolte : Vijay Joshi (Adhir Kalyan)
- 2010 : Le Trotski : Leon Bronstein (Jay Baruchel)
- 2010 : 13 Assassins : Shinrokuro Shimada (Takayuki Yamada)
- 2010 : Le Monde de Narnia : L'Odyssée du Passeur d'Aurore : Edmund Pevensie (Skandar Keynes)
- 2011 : Virage : Jason Campbell (Adam Butcher)
- 2011 : Le Grand Soir : Justin Wexler (Jared Kusnitz)
- 2011 : Hellraiser : Révélations : Steven Craven (Nick Eversman)
- 2011 : Martha Marcy May Marlene : Watts (Brady Corbet)
- 2012 : 21 Jump Street : Zack (Dax Flame)
- 2012 : Piranha 3DD : Josh (Jean-Luc Bilodeau)
- 2012 : Journal de Tchernobyl : Chris (Jesse McCartney)
- 2012 : Histoire à faire peur : Cullen Francis (Thomas Dekker)
- 2012 : Sortie fatale 5 : Billy (Simon Ginty)
- 2012 : L'Histoire de Pi : Pi Patel, adolescent (Suraj Sharma)
- 2013 : Massacre à la tronçonneuse 3D : Darryl (Shaun Sipos)
- 2013 : Le fusilier marin 3: L'invasion : Darren (Jeffrey Ballard)
- 2013 : Paranoïa : Kevin (Lucas Till)
- 2013 : Le Combat de l'année : Rebel (Jesse 'Casper' Brown)
- 2013 : À travers le temps : Jay (Will Merrick)
- 2014 : Ouija : Pete (Douglas Smith)
- 2016 : Everybody Wants Some!! : Jake Bradford (Blake Jenner)
- 2016 : Orgueil et Préjugés et Zombies  : Fitzwilliam Darcy (Sam Riley)
- 2017 :  La Guerre de la Planète des singes  : Preacher (Gabriel Chavarria)
- 2018 : Ma vie avec John F. Donovan : John F. Donovan (Kit Harington)
- 2019 : Maléfique : Maîtresse du mal : le prince Philippe (Harris Dickinson)
- 2019 : Le Chant des noms : Dovidl Rapoport, à 17-21 ans (Jonah Hauer-King)
- 2020 : After : La Collision : Trevor Matthews (Dylan Sprouse)
- 2021 : West Side Story : Tony (Ansel Elgort)
- 2022 : Top Gun : Maverick : Mickey « Fanboy » Garcia (Danny Ramirez)
- 2022 : Les Fabelman : Logan Hall (Sam Rechner)
- 2023 : Transformers : Le réveil des Bêtes : Noah Diaz (Anthony Ramos)

#### Films d'animation
- 2002 : Le Bossu de Notre-Dame 2 : Zéphyr
- 2002 : Winnie l'ourson : Bonne Année : Jean-Christophe
- 2003 : Le Livre de la jungle 2 : Mowgli
- 2003 : Trouver Nemo : Tad
- 2008 : Incroyables fables : 3 cochons et un bébé (en) : Lucky
- 2008 : Star Wars : La Guerre des clones : Droïdes de combat
- 2008 : Incroyables fables : Lièvres contre tortues (en) : Butch Hare
- 2009 : Coraline : Wybie Lovat
- 2009 : Planète 51 : Skiff
- 2010 : Dragons : Harold
- 2011 : Les Schtroumpfs : Schtroumpf à Lunettes
- 2011 : Mission Noël : Peter
- 2013 : Épique : Nod
- 2013 : Détestable moi 2 : Antonio Perez
- 2013 : Les Schtroumpfs 2 : Schtroumpf à Lunettes
- 2014 : Dragons 2 : Harold
- 2015 : Sens dessus dessous : Peur
- 2016 : Chantez ! : un singe
- 2017 : Emoji le film : Gene
- 2019 : Dragons : Le monde caché : Harold
- 2019 : UglyDolls : Lou
- 2022 : Buzz l'Éclair : Buzz l'Éclair
- 2023 : Spider-Man : À travers le Spider-Verse : Dr Jonathan Ohnn / la Tache
- 2023 : Toupie et Binou, le film : Jacques-Henri, un goéland[78]
- 2024 : Sens dessus dessous 2 : Peur

### Télévision

#### Téléfilms
- 2005 : La Grande École : Dylan Warner (Andrew Robb)
- 2007 : La Maison du secret : Randy (James A. Woods)

#### Téléfilms d'animation
- 2008 : On doit attraper le Père Noël : Gabriel

#### Séries télévisées
- 1996-1997 : Haute Finance : Sean Blake (Kevin Zegers) (4 épisodes)
- 2006-2007 : Whistler : Quinn McKaye (Jesse Moss)

#### Séries d'animation
- 1997 : Barney : Curtis
- 2000-2002 : Eckhart : Eckhart
- 2003 : Patates et Dragons : Riri
- 2006-2009 : Glurp Attack : Ty Archer
- 2007-2010 : Magi-Nation (en) : Tony Jones
- 2008-2014 : Star Wars : La Guerre des Clones : Les droïdes de combat
- 2009 : South Park : Stan Marsh (Saison 1, épisodes 1 à 6)
- 2012 : Les Chroniques de Matt Hatter : Gomez
- 2018 : Anatane et les enfants d'Okura : Anatane

### Jeux vidéo
- 2013 : Assassin's Creed IV: Black Flag[79]

## Distinctions

### Récompenses principales

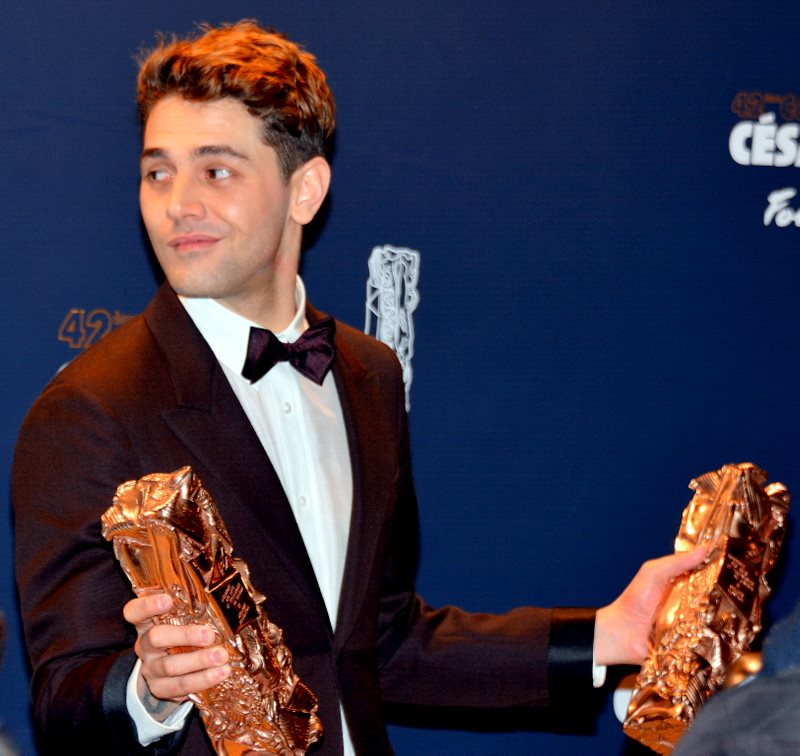
Le réalisateur doublement récompensé aux Césars 2017 pour Juste la fin du monde.

- Festival de Cannes 2009 : (sélection « Quinzaine des réalisateurs »)
  - Prix Art et Essai remis par la CICAE pour J'ai tué ma mère
  - Prix de la SACD pour le scénario pour J'ai tué ma mère
  - Prix Regards jeunes pour les longs métrages pour J'ai tué ma mère
- Festival international du film francophone de Namur 2009 :
  - Bayard d'or pour J'ai tué ma mère
  - Bayard d'or du meilleur premier film pour J'ai tué ma mère
- Festival international du film de Rotterdam 2010 : MovieSquad Award pour J'ai tué ma mère
- Vancouver Film Critics Circle Awards 2010 :
  - Meilleur film canadien pour J'ai tué ma mère
  - Meilleur réalisateur canadien pour J'ai tué ma mère
  - Meilleur acteur canadien pour J'ai tué ma mère
- Toronto Film Critics Association Awards 2010 : 1er Jay Scott Prize pour J'ai tué ma mère
- Prix Jutra 2010 : 
  - Meilleur film pour J'ai tué ma mère
  - Meilleur scénario pour J'ai tué ma mère
  - Film s'étant le plus illustré hors du Québec pour J'ai tué ma mère
- Prix Claude-Jutra pour la relève 2010 : meilleur premier film pour J'ai tué ma mère
- Lumières de la presse internationale 2010 : 
  - Meilleur film francophone pour J'ai tué ma mère
- Festival de Cannes 2010 : Prix de la jeunesse pour Les Amours imaginaires.
- Festival du film de Sydney 2010 : Sydney Film Prize pour Les Amours imaginaires
- Prix de la lutte contre l'homophobie 2011
- Festival de Cannes 2012 : Queer Palm pour Laurence Anyways (sélection « Un certain regard »)
- Festival du film de Cabourg 2012 :
  - Grand Prix pour Laurence Anyways
  - Prix de la jeunesse pour Laurence Anyways
- Festival international du film de Toronto 2012 : Meilleur film canadien pour Laurence Anyways
- Mostra de Venise 2013 : Prix FIPRESCI pour Tom à la ferme.
- Prix AQCC-SODEC 2014 pour Mommy
- Festival 2 Valenciennes 2014 :
  - Prix de la critique pour Tom à la ferme
  - Prix d'interprétation masculine (partagé avec Pierre-Yves Cardinal)
- Festival de Cannes 2014 : Prix du jury pour Mommy
- Prix Guichet d'or 2014 de Téléfilm Canada pour Mommy[80]
- César 2015 : meilleur film étranger pour Mommy
- Prix Écrans canadiens 2015 : meilleur film, meilleure réalisation, meilleur scénario et meilleur montage pour Mommy
- 17e soirée des prix Jutra 2015 : meilleur film, meilleure réalisation, meilleur scénario, meilleur montage, prix du film s'étant le plus illustré à l'extérieur du Québec et le Jutra Billet d'or Cineplex pour Mommy (sur les 20 prix de la cérémonie, 10 sont décernés à Mommy et 1 à Tom à la ferme, tous deux réalisés par Dolan)

- Nommé chevalier de l'Ordre des Arts et des Lettres de France[81].

- Xavier Dolan devient compagnon de l'Ordre des Arts et des Lettres du Québec (C.A.L.Q.) en mars 2015 et, n'ayant pu se présenter à la cérémonie de remise de l'Ordre des arts et des lettres du Québec, se voit remettre l'insigne de l'Ordre au printemps 2016[82],[83].

- Festival de Cannes 2016 :
  - Prix du jury œcuménique pour Juste la fin du monde
  - Grand prix pour Juste la fin du monde

- Doctorat honoris causa de l'Université Bishop's, juin 2016[84].
- César 2017 :
  - Meilleur réalisateur pour Juste la fin du monde
  - Meilleur montage pour Juste la fin du monde
- Prix Écrans canadiens 2017 : meilleur film, meilleur scénario adapté et meilleure réalisation pour Juste la fin du monde
- Le prix de la meilleure réalisation pour une série dramatique pour La nuit où Laurier Gaudreault s'est réveillé

### Nominations
- Césars du cinéma :
  - meilleur film étranger pour J'ai tué ma mère (2010)
  - meilleur film étranger pour Les Amours Imaginaires (2011)
  - meilleur film étranger pour Laurence Anyways (2013)
  - meilleur acteur dans un second rôle pour Illusions Perdues (2022)

- Lumières de la presse internationale :
  - 2011 : meilleur film francophone pour Les Amours imaginaires
  - 2013 : meilleur film francophone pour Laurence Anyways
  - 2015 : meilleur film francophone pour Mommy
  - 2017 : meilleur film francophone pour Juste la fin du monde

- Grammy Awards 2023 : Meilleur vidéoclip pour "Easy on Me" d'Adele[85]

- Prix Jutra 2010 :
  - Meilleure réalisation pour J'ai tué ma mère
  - Meilleur acteur pour J'ai tué ma mère
- Prix Écrans canadiens 2014 :
  - Meilleur film pour Tom à la ferme
  - Meilleur réalisateur pour Tom à la ferme
  - Meilleur scénario adapté pour Tom à la ferme
- MTV Video Music Award de la vidéo de l'année (2016) pour Hello de la chanteuse Adele

- Trophées francophones du cinéma
  - 2013 : Meilleure réalisation pour Laurence Anyways[86]
  - 2017 : Meilleur scénario pour Juste la fin du monde[87]

### Médailles
- 2015 : Médaille d'honneur de l'Assemblée nationale[88]
- 2018 :  Chevalier de l'Ordre national du Québec[89]
- 2019 :  Membre de l'Ordre du Canada[90]